# Rafael Santos (calciatore 1984)
Rafael Alves dos Santos (Jaboticabal, 10 novembre 1984) è un ex calciatore brasiliano, di ruolo difensore.

## Carriera

### Club
Difensore prestante fisicamente, passa i primi anni di carriera nel Ponte Preta.
Si mette in luce nel 2009 segnando quattro gol in sei partite nell'Atletico Paranaense.
Il 10 agosto 2009 passa al Bologna in prestito. Dopo una stagione avara di soddisfazione e passata quasi tutta lontana dal rettangolo di gioco, viene impiegato da titolare l'11 aprile 2010 in occasione della partita Bologna-Lazio terminata 2-3. Nonostante la negativa prestazione della squadra rossoblu, il giovane difensore non delude, risultando al termine dell'incontro uno dei giocatori più positivi.
La stagione comunque si conclude con solamente 2 presenze ed a fine campionato il giocatore ritorna all'Atletico Paranaense per fine prestito.